# Cykling vid olympiska sommarspelen 1984
Cykling under olympiska sommarspelen 1984 i Los Angeles innehöll två discipliner: landsvägscykling och bancykling. För första gången tävlade även damerna, i en enda gren, nämligen linjeloppet.

## Resultat
8 olika grenar arrangerades och avgjordes i landsvägscykling och bancykling.

### Medaljtabell
| Pl.    | Nation       | Guld | Silver | Brons | Totalt |
| ------ | ------------ | ---- | ------ | ----- | ------ |
| 1      | USA          | 4    | 3      | 2     | 9      |
| 2      | Västtyskland | 1    | 2      | 2     | 5      |
| 3      | Australien   | 1    | 0      | 0     | 1      |
| 3      | Belgien      | 1    | 0      | 0     | 1      |
| 3      | Italien      | 1    | 0      | 0     | 1      |
| 6      | Kanada       | 0    | 2      | 0     | 2      |
| 7      | Schweiz      | 0    | 1      | 0     | 1      |
| 8      | Frankrike    | 0    | 0      | 1     | 1      |
| 8      | Japan        | 0    | 0      | 1     | 1      |
| 8      | Mexiko       | 0    | 0      | 1     | 1      |
| 8      | Norge        | 0    | 0      | 1     | 1      |
| Totalt | Totalt       | 8    | 8      | 8     | 24     |

## Medaljörer

### Landsvägscykling
| Event                              | Guld                                                                    | Silver                                                            | Brons                                                        |
| Herrarnas linjelopp Detaljer...    | Alexi Grewal USA                                                        | Steve Bauer Kanada                                                | Dag Otto Lauritzen Norge                                     |
| Damernas linjelopp Detaljer...     | Connie Carpenter USA                                                    | Rebecca Twigg USA                                                 | Sandra Schumacher Västtyskland                               |
| Herrarnas lagtempolopp Detaljer... | Italien Marcello Bartalini Marco Giovannetti Eros Poli Claudio Vandelli | Schweiz Alfred Achermann Richard Trinkler Laurent Vial Benno Wiss | USA Ron Kiefel Clarence Knickman Davis Phinney Andrew Weaver |

### Bancykling
| Event                                | Guld                                                              | Silver                                                     | Brons                                                             |
| Herrarnas förföljelse Detaljer...    | Steve Hegg USA                                                    | Rolf Gölz Västtyskland                                     | Leonard Nitz USA                                                  |
| Herrarnas lagförföljelse Detaljer... | Australien Michael Grenda Kevin Nichols Michael Turtur Dean Woods | USA David Grylls Steve Hegg Patrick McDonough Leonard Nitz | Västtyskland Reinhard Alber Rolf Gölz Roland Günther Michael Marx |
| Herrarnas sprint Detaljer...         | Mark Gorski USA                                                   | Nelson Vails USA                                           | Tsutomo Sakamoto Japan                                            |
| Herrarnas poänglopp Detaljer...      | Roger Ilegems Belgien                                             | Uwe Messerschmidt Västtyskland                             | José Youshimatz Mexiko                                            |
| Herrarnas tempolopp Detaljer...      | Fredy Schmidtke Västtyskland                                      | Curt Harnett Kanada                                        | Fabrice Colas Frankrike                                           |